# Hydropsyche centra
Hydropsyche centra là một loài Trichoptera trong họ Hydropsychidae. Chúng phân bố ở miền Tân bắc.